# Steeven Langil
Steeven Langil est un footballeur français, international martiniquais, né le 4 mars 1988 à Fort-de-France en Martinique. Il évolue au poste de milieu offensif voire d'ailier.

## Carrière
Originaire de Morne-Rouge en Martinique, Steeven Langil rejoint en 2004 le centre de formation du Nîmes Olympique et intègre l'équipe première lors de la saison de National 2006-2007.
À l'issue de celle-ci, il est transféré à l'AJ Auxerre. Peu utilisé, il est prêté en juin 2009 au Stade Malherbe de Caen, en Ligue 2, pour un an sans option d'achat, afin de gagner du temps de jeu. Il réalise une saison remarquée par les observateurs, notamment lors des matchs allers, au point d'être sélectionné en équipe de France espoirs,.
Le club caennais, promu en Ligue 1, tente d'obtenir son transfert en fin de saison, en vain. À l'été 2010, il retourne donc en Bourgogne.
Le 3 novembre 2010, son but en fin de match contre l'Ajax Amsterdam en phase de poule de la Ligue des champions de l'UEFA 2010-2011 permet à l'AJA de l'emporter 2-1.
Il est prêté au Valenciennes FC lors du mercato d'hiver 2010-2011 avec une option d'achat qui ne sera finalement pas levée par le club nordiste. Il est donc de nouveau prêté pour la saison suivante, cette fois en Ligue 2, au CS Sedan-Ardennes.
Le 10 juin 2013, il rejoint l'En Avant de Guingamp, qui vient tout juste de retrouver la Ligue 1. À la fin de cette première saison avec le club des Côtes-d'Armor, il remporte la Coupe de France.
N'entrant plus dans les plans de Jocelyn Gourvennec lors de la saison 2014-2015, Steeven Langil est transféré en Jupiler Pro League (D1 belge) au Royal Mouscron-Peruwelz, qu'il rejoint en juillet 2014. Il y joue au poste de milieu offensif, aussi bien à droite qu'à gauche.
Arrivé en fin de contrat avec Mouscron-Péruwelz à l'issue de sa première saison en Belgique, il se lie pour deux ans (plus une année en option) avec Waasland-Beveren.
En juillet 2016, il s'engage avec le Legia Varsovie en Pologne, champion en titre.
En 2017, il signe au NEC Nimegue, aux Pays-Bas pour 2 ans où il marque 5 buts en 29 matchs et ce après un court retour au club Belge de Beveren. 
Engagé ensuite en Thaïlande, il joue à l'Uthai Thani (2eme division Thailandaise) depuis début 2023 après 3 saisons réussies au Ratchaburi (1ere division Thaïlandaise) ou il avait marqué 19 buts en 64 rencontres.

## Statistiques
| Saison                | Club                   | Championnat           | Championnat | Championnat | Coupe nationale | Coupe nationale | Coupe de la Ligue | Coupe de la Ligue | Compétition(s) continentale(s) | Compétition(s) continentale(s) | Compétition(s) continentale(s) | Total | Total |
| Saison                | Club                   | Division              | M.          | B.          | M.              | B.              | M.                | B.                | Comp.                          | M.                             | B.                             | M.    | B.    |
| 2006-2007             | Nîmes Olympique        | Nat.                  | 11          | 2           | -               | -               | -                 | -                 | -                              | -                              | -                              | 11    | 2     |
| 2007-2008             | AJ Auxerre             | L1                    | -           | -           | -               | -               | -                 | -                 | -                              | -                              | -                              | 0     | 0     |
| 2008-2009             | AJ Auxerre             | L1                    | 13          | 0           | 1               | 0               | 2                 | 0                 | -                              | -                              | -                              | 16    | 0     |
| 2009-2010             | SM Caen (prêt)         | L2                    | 35          | 9           | 1               | 0               | 1                 | 0                 | -                              | -                              | -                              | 37    | 9     |
| 2010-2011             | AJ Auxerre             | L1                    | 10          | 0           | 1               | 0               | 1                 | 0                 | C1                             | 4                              | 1                              | 16    | 1     |
| 2010-2011             | Valenciennes FC (prêt) | L1                    | 7           | 1           | -               | -               | -                 | -                 | -                              | -                              | -                              | 7     | 1     |
| 2011-2012             | CS Sedan (prêt)        | L2                    | 14          | 0           | 2               | 0               | 1                 | 0                 | -                              | -                              | -                              | 17    | 0     |
| 2012-2013             | AJ Auxerre             | L2                    | 33          | 3           | 1               | 0               | 3                 | 0                 | -                              | -                              | -                              | 37    | 3     |
| 2013-2014             | EA Guingamp            | L1                    | 21          | 1           | 4               | 0               | 1                 | 0                 | -                              | -                              | -                              | 26    | 1     |
| Total sur la carrière | Total sur la carrière  | Total sur la carrière | 144         | 16          | 10              | 0               | 9                 | 0                 | -                              | 4                              | 1                              | 167   | 17    |

## Palmarès
- Champion de France de Ligue 2 : 2010 (SM Caen)
- Vainqueur de la Coupe de France : 2014 (En Avant de Guingamp)
- Championnat de Pologne : 2017